# Mer Rouge
Mer Rouge es una villa ubicada en la parroquia de Morehouse en el estado estadounidense de Luisiana. En el Censo de 2010 tenía una población de 628 habitantes y una densidad poblacional de 205,31 personas por km².

## Geografía
Mer Rouge se encuentra ubicada en las coordenadas 32°46′37″N 91°47′40″O / 32.77694, -91.79444. Según la Oficina del Censo de los Estados Unidos, Mer Rouge tiene una superficie total de 3.06 km², de la cual 3.04 km² corresponden a tierra firme y (0.68%) 0.02 km² es agua.

## Demografía
Según el censo de 2010, había 628 personas residiendo en Mer Rouge. La densidad de población era de 205,31 hab./km². De los 628 habitantes, Mer Rouge estaba compuesto por el 64.81% blancos, el 34.71% eran afroamericanos, el 0.16% eran amerindios, el 0% eran asiáticos, el 0% eran isleños del Pacífico, el 0% eran de otras razas y el 0.32% pertenecían a dos o más razas. Del total de la población el 0% eran hispanos o latinos de cualquier raza.